# Adelshofen (Oberbayern)

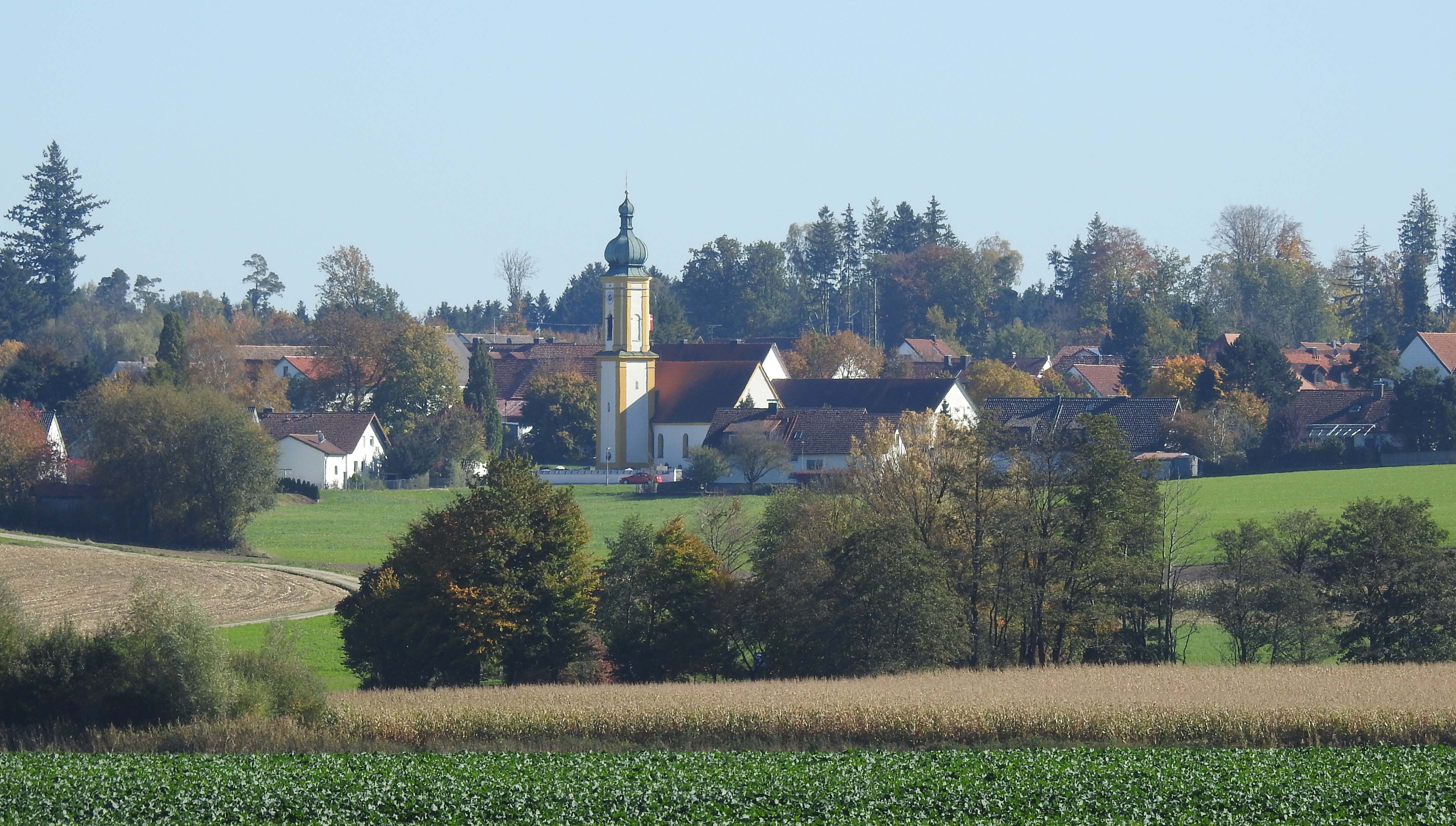
Adelshofen von Nordwesten

Adelshofen ist eine Gemeinde im oberbayerischen Landkreis Fürstenfeldbruck sowie Mitglied der Verwaltungsgemeinschaft Mammendorf.

## Geografie
Der Ort liegt circa 35 Kilometer westlich von München. Die Fläche betrug zum 1. Januar 1999 13,28 km². Die drei Gemeindeteile sind die Kirchdörfer Adelshofen, Luttenwang und Nassenhausen. Es gibt die Gemarkungen Adelshofen und Luttenwang.

## Geschichte

### Bis zur Gemeindegründung
Adelshofen wurde zwischen 1158 und 1162 das erste Mal urkundlich als Adelungeshouen (Hof des Adalunc/Adalung/Adelunc) erwähnt. Vermutlich war die Gegend aber bereits früher besiedelt. 1986 wurde eine römische Reibschale aus dem 3. Jahrhundert gefunden.
Im 14. Jahrhundert wandelte sich der Ortsname über Adlungshofen bis zur urkundlichen Erwähnung von Adeltzhofen im Jahr 1483. Der heutige Ortsname wird seit 1811 bezeugt. Der Ort gehörte zum Kurfürstentum Bayern und bildete eine geschlossene Hofmark der Grafen Fugger. Im Zuge der Verwaltungsreformen in Bayern entstand mit dem Gemeindeedikt von 1818 die Gemeinde Adelshofen.

### Eingemeindungen
Im Zuge der Gebietsreform in Bayern wurde am 1. Mai 1978 die Gemeinde Luttenwang eingegliedert.

### Einwohnerentwicklung
Zwischen 1988 und 2018 wuchs die Gemeinde von 1118 auf 1713 Einwohner bzw. um 53,2 %.
- 1961: 0714 Einwohner
- 1970: 0700 Einwohner
- 1987: 1094 Einwohner
- 1991: 1184 Einwohner
- 1995: 1227 Einwohner
- 2000: 1404 Einwohner
- 2005: 1572 Einwohner
- 2010: 1593 Einwohner
- 2015: 1621 Einwohner

## Politik
| Jahr | CSU/Bürger für ANL | Wählergemeinschaft ANL | Gesamt | Wahlbeteiligung in % |
| ---- | ------------------ | ---------------------- | ------ | -------------------- |
| 2020 | 5                  | 7                      | 12     | 70,0                 |
| 2014 | 7                  | 5                      | 12     | 64,1                 |
| 2008 | 7                  | 5                      | 12     | 67,5                 |
| 2002 | 8                  | 4                      | 12     | 71,9                 |

Erster Bürgermeister ist seit 1. Mai 2020 Robert Bals. Dieser gehört der Vereinigung Wählergemeinschaft Adelshofen-Nassenhausen-Luttenwang an und wurde am 15. März 2020 mit 87,09 % der Stimmen gewählt.  Dessen Vorgänger war Michael Raith, im Amt von 1. Mai 1996 bis 30. April 2020.

### Wappen
|                         | Blasonierung: „In einem von Schwarz und Silber gespaltenen Schild zwei senkrecht gestellte Parten in verwechselter Farbe.“ |
| Wappenführung seit 1938 | |

## Sehenswertes

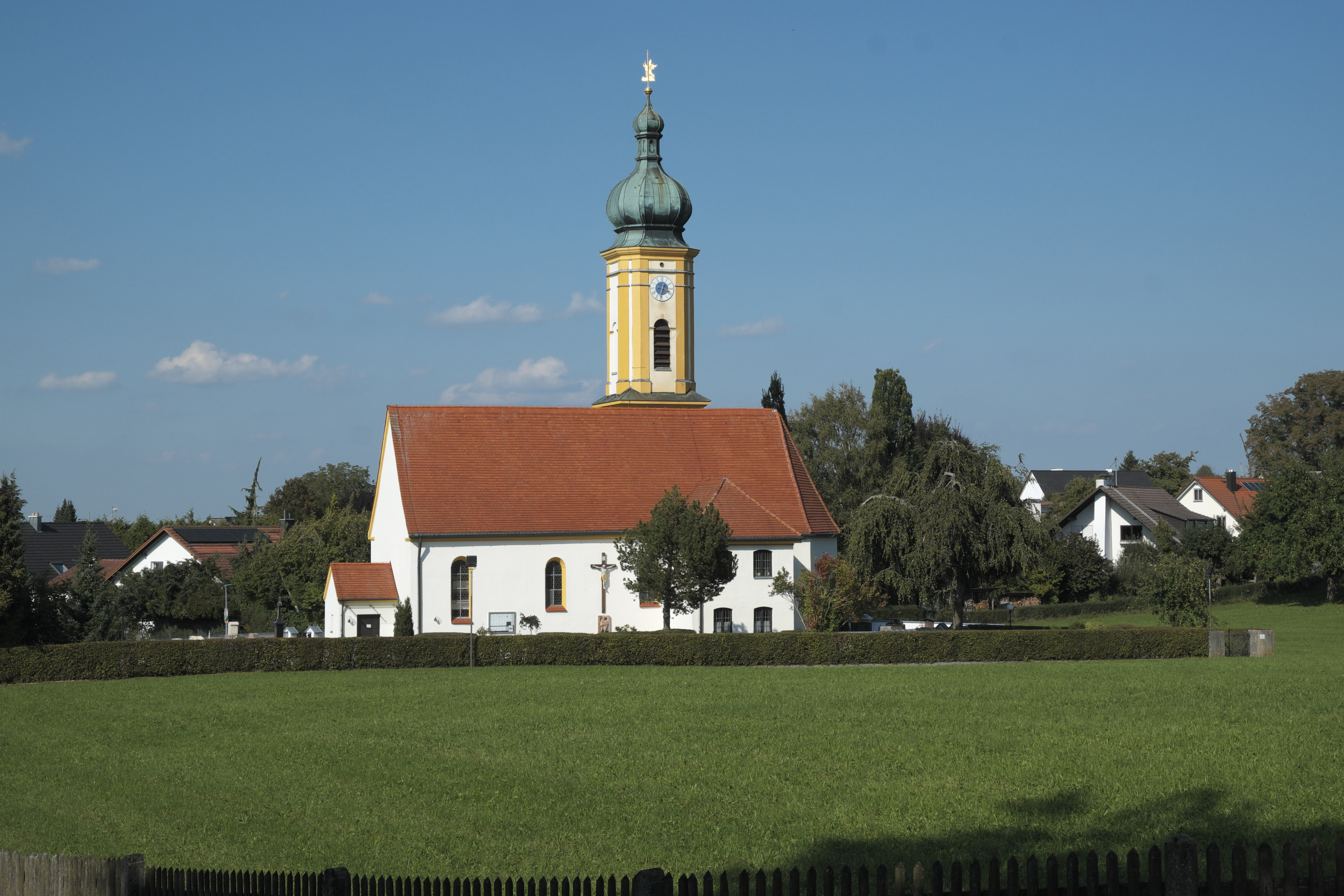
Kirche St. Michael in Adelshofen

### Baudenkmäler
Die Liste der Baudenkmäler im Ort Adelshofen umfasst 6 Denkmäler, darunter die katholische Kirche St. Michael, das Gutshaus Pschorrhof und einen Bildstock von 1881.

#### Kloster der Armen Schulschwestern
In der Fuggerstraße, im ehemaligen Wohnhaus des Gutsverwalters des 1833 abgerissenen Adelshofener Schlosses, befand sich von 1845 bis zur Auflösung im Oktober 2014 ein Kloster der Armen Schulschwestern von Unserer Lieben Frau. Die Gemeinde Adelshofen kaufte 2014 das ehemalige Klosterareal.

## Wirtschaft und Infrastruktur

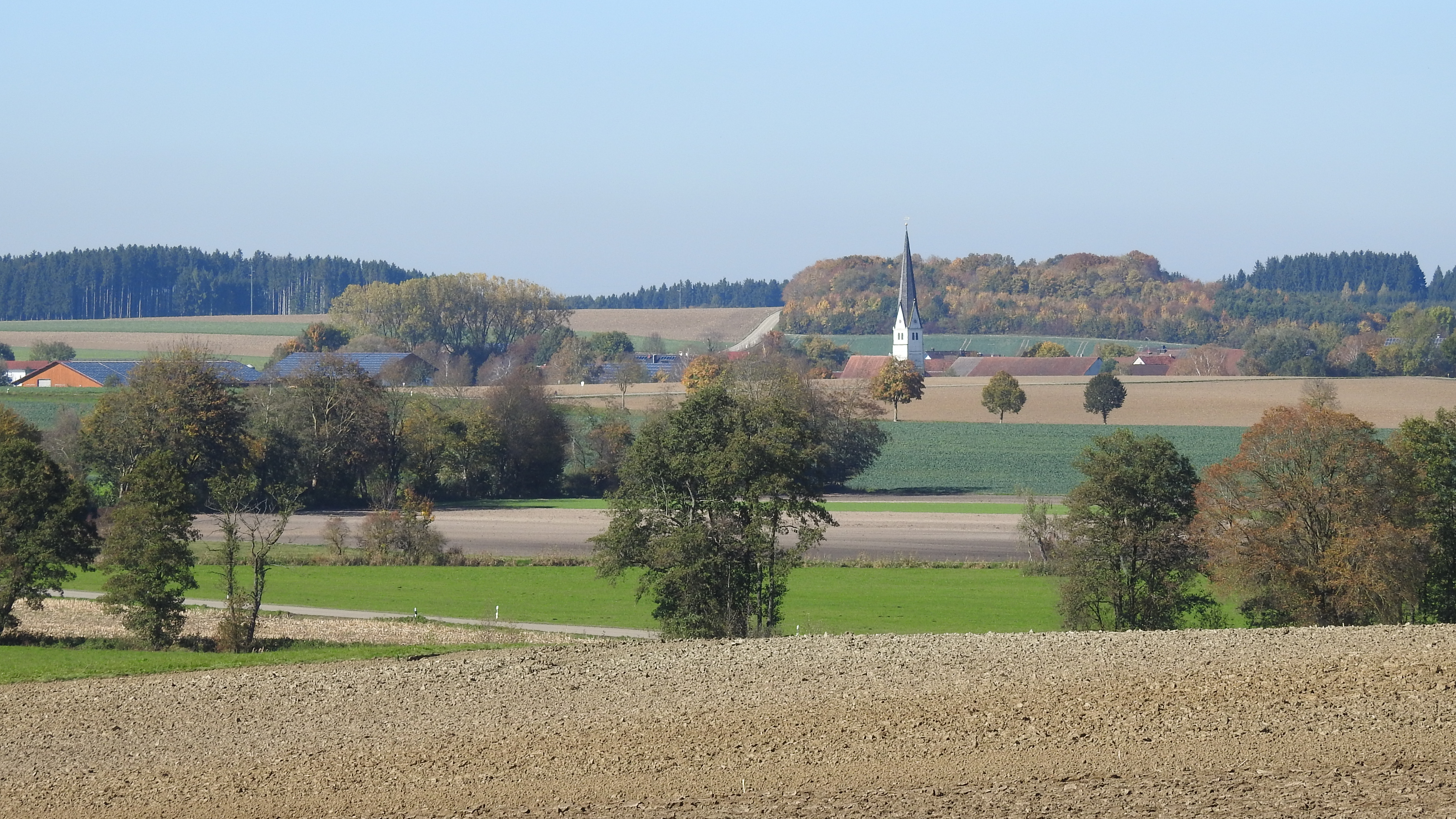
An der Maisach zwischen Adelshofen und Luttenwang

2017 gab es in der Gemeinde 135 sozialversicherungspflichtige Arbeitsplätze. Von der Wohnbevölkerung standen 734 Personen in einem versicherungspflichtigen Beschäftigungsverhältnis. Damit war die Zahl der Auspendler um 599 Personen größer als die der Einpendler. 11 Einwohner waren arbeitslos. 2016 gab es 25 landwirtschaftliche Betriebe.
Adelshofen wird manchmal auch als bayerisches Bozen bezeichnet, da die örtlichen Gegebenheiten gute Erträge aus Obstanbau zulassen.

### Öffentlicher Nahverkehr

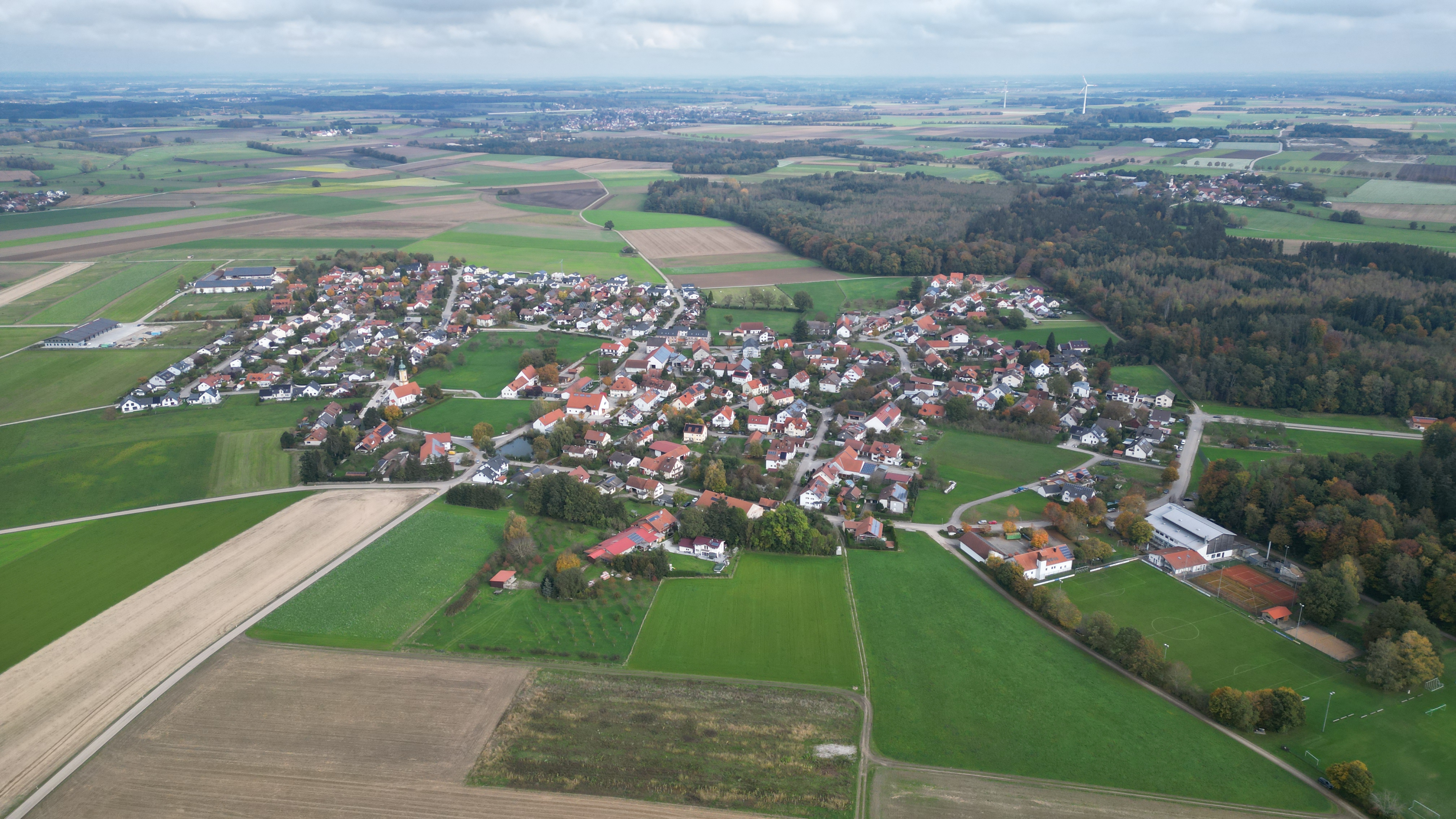
Adelshofen im Herbst 2024

Adelshofen ist mit zwei Regionalbuslinien des Münchner Verkehrs- und Tarifverbundes und einer Ruftaxilinie erschlossen. Das Gemeindegebiet liegt in der Tarifzone 4.
| Linie | Linienverlauf                                                                             | Verkehrsunternehmen |
| ----- | ----------------------------------------------------------------------------------------- | ------------------- |
| 822   | Mammendorf – Adelshofen – Jesenwang – Landsberied – Schöngeising S – Fürstenfeldbruck S R | Omnibus Neumeyr     |
| 823   | Dünzelbach – Adelshofen – Jesenwang – Fürstenfeldbruck S R                                | Omnibus Neumeyr     |
| 8200  | Fürstenfeldbruck – Landsberied – Jesenwang – Adelshofen – Moorenweis – Egling an der Paar | Geldhauser          |

### Bildung
- Kindergarten St. Michael mit 63 genehmigten Plätzen und 59 betreuten Kindern (Stand 2018)